# Gouvernement provisoire tchécoslovaque
Pour un article plus général, voir Tchécoslovaquie pendant la Seconde Guerre mondiale.
2 octobre 1939 – 5 avril 1945
Entités précédentes :
- Deuxième République tchécoslovaque

Entités suivantes :
- Troisième République tchécoslovaque

Le Gouvernement provisoire tchécoslovaque était le gouvernement en exil de la Tchécoslovaquie durant la Seconde Guerre mondiale.

## Contexte
Les accords de Munich de fin septembre 1938 ont permis à l'Allemagne nazie de pénétrer sur le territoire tchécoslovaque dès octobre 1938, réalisant l'annexion des territoires habités par les Allemands des Sudètes. Quelques mois plus tard, en mars 1939, le Troisième Reich poursuit son invasion « pacifique » et divise le reste du pays en deux entités distinctes, le protectorat de Bohême-Moravie sous tutelle allemande à l'ouest et la République slovaque indépendante à l'est (mais alliée des nazis).

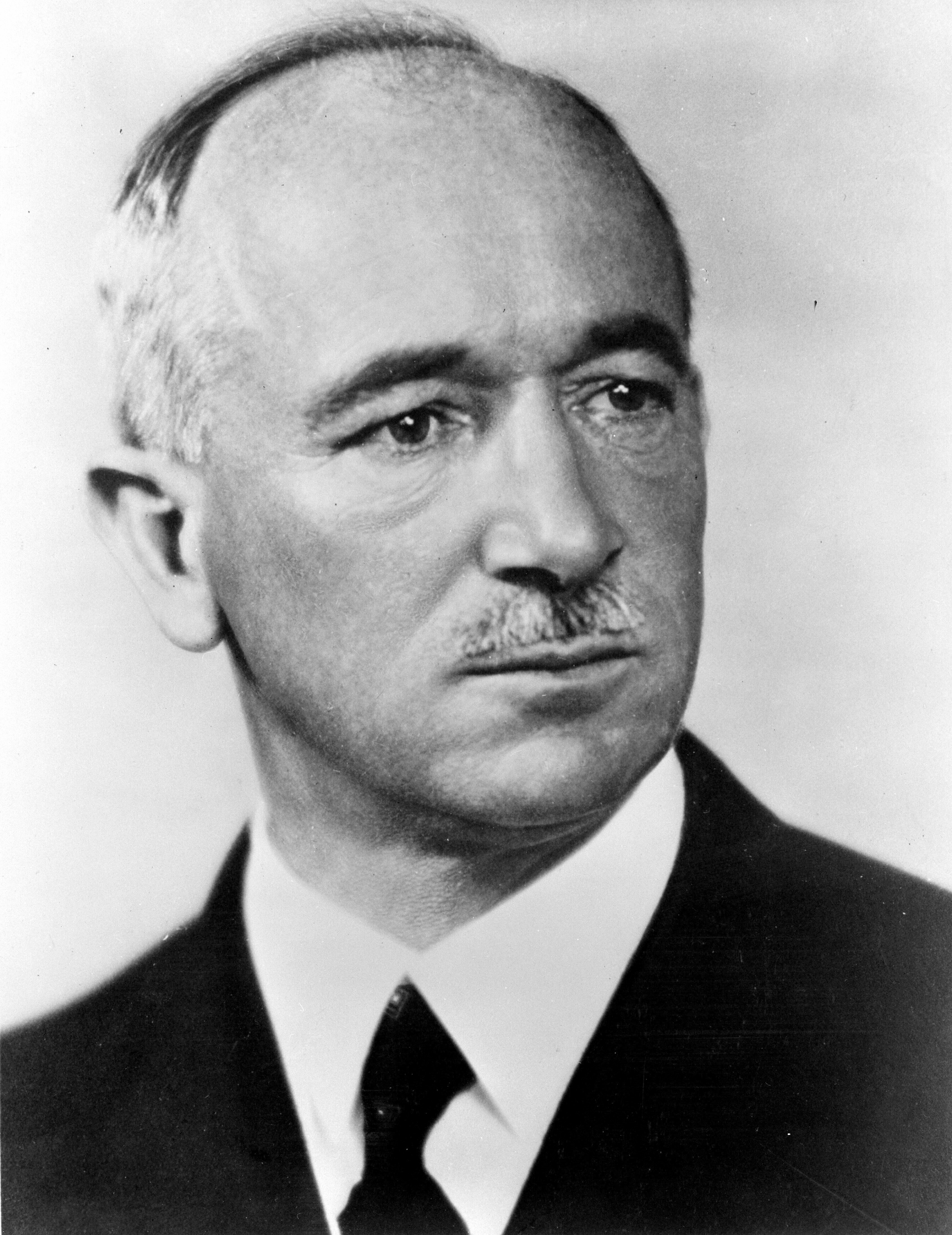
Edvard Beneš, vers 1942.

Edvard Beneš a démissionné de son poste de président de la Première République tchécoslovaque le 5 octobre 1938, après les accords de Munich. Avec d'autres émigrés, il tente de faire admettre par les puissances occidentales l'idée d'un gouvernement en exil, mais d'une part, les émigrés ne sont pas tous d'accord entre eux, et, d'autre part, la France et le Royaume-Uni qui viennent de signer les accords de Munich, en quelque sorte l’arrêt de mort de la République tchécoslovaque, refusent l'idée de Beneš de la rétablir aussitôt. Lorsque la Seconde Guerre mondiale éclate, un Conseil national tchécoslovaque, constitué en France, a plus de succès : un traité franco-tchécoslovaque signé le 2 octobre 1939 permet la reconstitution de l'armée tchécoslovaque sur le sol français sans que soit toutefois obtenue la pleine reconnaissance du gouvernement en exil. Ce Conseil national décrète alors la mobilisation des Tchèques et des Slovaques civils, membres de la Légion étrangère (de l’armée française) et anciens des Brigades internationales (ayant combattu pendant la guerre civile espagnole).

## Participation au conflit
À l'est, le gouvernement polonais permet la formation d'une unité tchécoslovaque commandée par le général Ludvík Svoboda. Face à l'avancée des troupes allemandes, cette unité tchécoslovaque reflue vers la Roumanie et les territoires occupés par l'Armée rouge. Quelques-uns de ces soldats parviennent à embarquer, avec le gouvernement, le Trésor et les restes de l'armée polonaise, sur les navires du Service maritime roumain qui les débarquent à Alexandrie en territoire britannique, mais la plupart sont capturés par les Soviétiques, alors alliés objectifs du Reich, et détenus dans des camps de travail jusqu'au déclenchement des hostilités entre l'Allemagne et l'URSS, l'été 1941. Ils sont alors libérés, reconstitués en unités et combattent à nouveau contre le Reich à partir de mars 1943.
Des unités de la première division d'infanterie tchécoslovaque prennent part à la bataille de France, en mai-juin 1940. Des pilotes tchécoslovaques sont également engagés dans un certain nombre d'escadrons français et britanniques.
Le 9 juillet 1940 après la défaite de la France, le Conseil national tchécoslovaque décide de former une structure gouvernementale provisoire avec Beneš comme président, l'évêque Jan Šrámek comme chef de gouvernement et Jan Masaryk aux Affaires étrangères. Ce gouvernement en exil est reconnu par le gouvernement britannique le 18 juillet 1940, par l'URSS après l'attaque allemande et par les États-Unis après l'attaque de Pearl Harbor. Ce n'est qu'en 1942 que l'ensemble des alliés dénoncent les accords de Munich et reconnaissent ainsi la continuité entre la première république tchécoslovaque et le gouvernement de Beneš.
Les forces armées tchécoslovaques fidèles au gouvernement en exil participent, au fil du conflit, aux combats sur le Front de l'Ouest, ainsi qu'au sud de l'Europe et en Afrique.
Avant même que les Alliés rendent rétroactivement caducs les accords de Munich, Beneš bénéfice d'une rare légitimité, car non seulement la résistance intérieure tchèque naissante, mais également Alois Eliáš, premier ministre en exercice à Prague, et, au moins jusqu'en 1940, son successeur le président Emil Hácha reconnaissent son autorité. Cette légitimité dont bénéficie personnellement Beneš est transférée au gouvernement de Londres. Grâce au soutien logistique des Britanniques, une collaboration active entre le gouvernement de Londres et la résistance intérieure est maintenue durant les années de guerre. L'action la plus connue de la Résistance tchécoslovaque, l'attentat contre Reinhard Heydrich connu sous le nom d'Opération Anthropoid, est un fruit de cette collaboration.
En septembre 1941, l'URSS accepte une convention militaire qui permet la formation d'unités tchécoslovaques sur le sol soviétique.
Le 11e bataillon d'infanterie tchécoslovaque avait combattu aux côtés des Polonais et avait été exfiltré en 1939 vers le port de Constanza d'où le Service maritime roumain le transporta à Alexandrie ; là il fut intégré par les Britanniques dans les forces alliées qui, en 1941, affrontèrent les troupes françaises du régime de Vichy en Syrie, pour participer ensuite à la bataille de Tobrouk. Le bataillon est ensuite intégré à la brigade blindée autonome à laquelle on confie après le débarquement de Normandie l'encerclement de la garnison allemande de Dunkerque. De nombreux Tchécoslovaques se battent également dans des unités de la France libre, en Afrique du Nord. Beaucoup participent à la Résistance dans tous les pays d'Europe, en particulier en Yougoslavie, Roumanie, et URSS où ils forment des unités autonomes. À la mi-1944, les Allemands déplacent en Italie des membres de l'armée du Protectorat de Bohême-Moravie qu'ils jugent peu sûrs : une partie d'entre eux rejoint la Résistance italienne.
Au cours des années 1941-42, les aviateurs tchécoslovaques basés en Grande-Bretagne, prennent, comme leurs homologues polonais, une part essentielle au combat. Les trois escadrilles de chasse tchécoslovaques sont créditées de la destruction de 200 appareils nazis. À partir du 6 juin 1944, elles participent à la couverture de la bataille de Normandie et à l'opération Market Garden. La 311e escadrille de bombardement tchécoslovaque effectue 149 raids sur l'Allemagne entre 1940 et 1942 et participe à la lutte contre le blocus maritime.
En décembre 1943, le gouvernement en exil conclut un accord avec l'URSS. En maintenant des relations amicales, Beneš espère dissuader les Soviétiques de s'emparer du pouvoir après-guerre. Il offre aux communistes exilés d'entrer dans son gouvernement, allant assez loin dans les concessions : nationalisation de l'industrie lourde et création de comités populaires à la fin de la guerre. En mars 1945, il donne des ministères-clés aux communistes exilés à Moscou.
Le 5 avril, Beneš revient en Tchécoslovaquie, depuis Londres en transitant par Moscou, et constitue à Košice, en territoire tchécoslovaque libéré par les armées soviétiques, roumaines et tchécoslovaques du Quatrième front ukrainien dirigées par les généraux Ivan Iefimovitch Petrov, Nicolae Rădescu et Ludvík Svoboda sous le commandement de Fiodor Tolboukhine, un gouvernement de coalition présidé par Zdeněk Fierlinger, avec le communiste Klement Gottwald comme premier vice-président.